# رینیت
رینیت (به انگلیسی: Rhinitis) یا آبریزش‌بینی، (زُکام ، نَزْلة، چایمان) که به عنوان کوریزا نیز شناخته می‌شود تحریک و التهاب غشای مخاطی داخل بینی است. علائم شایع عبارتند از گرفتگی بینی، آبریزش‌بینی، عطسه و چکه بعد از بینی.
به معنی التهاب بافت مخاطی بینی است که آزاد شدن واسطه‌های التهابی مانند هیستامین موجب احتقان بینی، آبریزش بینی و کاهش حس بویایی می‌شود.
این التهاب توسط ویروس‌ها، باکتری‌ها و محرک‌ها یا آلرژن‌ها ایجاد می‌شود. شایع‌ترین نوع آبریزش‌بینی، آبریزش‌بینی آلرژیک است، که معمولاً توسط آلرژن‌های موجود در هوا مانند گرده و شوره ایجاد می‌شود. آبریزش‌بینی آلرژیک ممکن است علائم دیگری مانند عطسه و خارش بینی، سرفه، سردرد، خستگی، بی حالی و اختلال شناختی ایجاد کند. آلرژن‌ها ممکن است روی چشم‌ها نیز تأثیر بگذارند و باعث آبریزش، قرمزی یا خارش چشم و پف دور چشم شوند. این التهاب منجر به تولید مقادیر زیادی موکوس می‌شود که معمولاً آبریزش‌بینی و همچنین گرفتگی بینی و ترشحات بعد از بینی ایجاد می‌کند. آبریزش‌بینی آلرژیک، التهاب ناشی از دگرانولاسیون ماست سل‌ها در بینی است. زمانی که ماست سل‌ها گرانوله می‌شوند، هیستامین و سایر مواد شیمیایی را آزاد می‌کنند، یک فرایند التهابی را شروع می‌کنند که می‌تواند باعث ایجاد علائمی در خارج از بینی، مانند خستگی و ضعف شود. در مورد آبریزش‌بینی عفونی، گاهی اوقات ممکن است منجر به ذات الریه، ویروسی یا باکتریایی شود. عطسه همچنین در آبریزش‌بینی عفونی برای دفع باکتری‌ها و ویروس‌ها از دستگاه تنفسی رخ می‌دهد.
آبریزش‌بینی بسیار شایع است. آبریزش‌بینی آلرژیک در برخی کشورها شایع تر از سایرین است. در ایالات متحده، سالانه حدود ۱۰ تا ۳۰ درصد از بزرگسالان مبتلا می‌شوند. آبریزش‌بینی مختلط (MR) به بیماران مبتلا به آبریزش‌بینی غیر آلرژیک و آبریزش‌بینی آلرژیک اشاره دارد. MR یک زیرگروه خاص آبریزش‌بینی است. ممکن است بین ۵۰ تا ۷۰ درصد از بیماران AR را نشان دهد. با این حال، شیوع واقعی MR هنوز تأیید نشده‌است.
زکام به آبریزش بینی به طرف خارج حلق و سینه گفته می‌شود و می‌تواند در نتیجهٔ سرماخوردگی ساده یا آلرژیهای فصلی ایجاد شود یا دنبالهٔ یک بیماری مهم‌تر مانند سرخک و آنفلوآنزا باشد.

## انواع
آبریزش‌بینی به سه نوع دسته‌بندی می‌شود (اگرچه آبریزش‌بینی عفونی به دلیل ماهیت گذرا به‌طور معمول به عنوان یک موجود بالینی جداگانه در نظر گرفته می‌شود): (۱) آبریزش‌بینی عفونی شامل عفونت‌های باکتریایی حاد و مزمن است. (ii) آبریزش‌بینی غیر آلرژیک شامل آبریزش‌بینی وازوموتور، ایدیوپاتیک، هورمونی، آتروفیک، شغلی و چشایی، و همچنین آبریزش‌بینی دارویی (ناشی از دارو) است. (iii) آبریزش‌بینی آلرژیک که توسط گرده، کپک، شوره حیوانات، گرد و غبار، بلسان پرو و سایر آلرژن‌های استنشاقی ایجاد می‌شود.

### عفونی
آبریزش‌بینی معمولاً توسط یک عفونت ویروسی یا باکتریایی ایجاد می‌شود، از جمله سرماخوردگی که توسط راینوویروس‌ها، کروناویروس‌ها و ویروس‌های آنفولانزا ایجاد می‌شود، سایرین ناشی از آدنوویروس‌ها، ویروس‌های پاراآنفلوآنزای انسانی، ویروس سنسیشیال تنفسی انسانی، انتروویروس‌هایی غیر از راینوویروس‌ها، متاپنوویروس‌ها و متاپنوویروس‌ها هستند. ویروس سرخک یا سینوزیت باکتریایی که معمولاً توسط استرپتوکوک پنومونیه، هموفیلوس آنفولانزا و موراکسلا کاتارالیس ایجاد می‌شود. علائم سرماخوردگی شامل رینوره، عطسه، گلودرد (فارنژیت)، سرفه، احتقان و سردرد خفیف است.

### آبریزش‌بینی غیر آلرژیک
آبریزش‌بینی غیر آلرژیک به آبریزش‌بینیی گفته می‌شود که به دلیل آلرژی نباشد. این دسته قبلاً به عنوان آبریزش‌بینی وازوموتور نامیده می‌شد، زیرا اولین علت کشف شده اتساع عروق به دلیل پاسخ بیش از حد عصبی پاراسمپاتیک بود. با شناسایی علل اضافی، انواع دیگری از آبریزش‌بینی غیر آلرژیک شناسایی شد. آبریزش‌بینی وازوموتور در حال حاضر در میان این موارد در طبقه‌بندی کلی تر آبریزش‌بینی غیر آلرژیک گنجانده شده‌است. تشخیص با حذف علل آلرژیک انجام می‌شود. این یک اصطلاح چتری از آبریزش‌بینی با علل متعدد است، مانند آبریزش‌بینی شغلی (شیمیایی)، سیگار کشیدن، چشایی، هورمونی، پیری (آبریزش‌بینی سالمندان)، آتروفیک، ناشی از دارو (از جمله آبریزش‌بینی دارویی)، آبریزش‌بینی آلرژیک موضعی، غیر آلرژیک. آبریزش‌بینی همراه با سندرم ائوزینوفیلی (NARES) و ایدیوپاتیک (آبریزش‌بینی آلرژیک وازوموتور یا غیر آلرژیک، آبریزش‌بینی آلرژیک چند ساله غیر عفونی (NANIPER) یا آبریزش‌بینی غیر آلرژیک غیر عفونی (NINAR).
در آبریزش‌بینی وازوموتور، برخی از محرک‌های غیر ویژه، از جمله تغییرات در محیط (دما، رطوبت، فشار هوا، یا آب و هوا)، محرک‌های موجود در هوا (بو، بخار)، عوامل غذایی (غذای تند، الکل)، برانگیختگی جنسی، ورزش، و عوامل عاطفی باعث آبریزش‌بینی می‌شود. هنوز چیزهای زیادی در مورد این موضوع باید یادگرفت، اما تصور می‌شود که این محرک‌های غیر آلرژیک باعث گشاد شدن رگ‌های خونی در پوشش داخلی بینی می‌شوند که منجر به تورم و تخلیه می‌شود.
آبریزش‌بینی غیر آلرژیک می‌تواند همراه با آبریزش‌بینی آلرژیک وجود داشته باشد و به آن «آبریزش‌بینی مختلط» گفته می‌شود. به نظر می‌رسد آسیب‌شناسی آبریزش‌بینی وازوموتور شامل التهاب عصبی باشد و هنوز به خوبی شناخته نشده‌است. نقش کانال‌های یونی پتانسیل گیرنده گذرا بر روی سلول‌های اپیتلیال بینی غیر عصبی نیز پیشنهاد شده‌است. بیان بیش از حد این گیرنده‌ها بر واکنش بیش از حد راه هوایی بینی به محرک‌های محیطی تحریک کننده غیر آلرژیک (مثلاً دمای زیاد، تغییرات فشار اسمزی یا فشارسنجی) تأثیر می‌گذارد. به نظر می‌رسد آبریزش‌بینی وازوموتور در زنان به‌طور قابل توجهی بیشتر از مردان شایع است، و برخی از محققان را به این باور رساند که عدم تعادل هورمونی در این امر نقش دارد. به‌طور کلی سن شروع بعد از ۲۰ سالگی رخ می‌دهد، برخلاف آبریزش‌بینی آلرژیک که در هر سنی ممکن است ایجاد شود. افراد مبتلا به آبریزش‌بینی وازوموتور معمولاً علائم را در طول سال تجربه می‌کنند، اگرچه علائم ممکن است در بهار و پاییز که تغییرات سریع آب و هوا شایع تر است، تشدید شود. حدود ۱۷ میلیون شهروند ایالات متحده به آبریزش‌بینی وازوموتور مبتلا هستند.
نوشیدن الکل ممکن است باعث آبریزش‌بینی و همچنین تشدید آسم شود (به واکنش‌های تنفسی ناشی از الکل مراجعه کنید). در برخی از جمعیت‌ها، به ویژه در کشورهای آسیای شرقی مانند ژاپن، این واکنش‌ها مبنایی غیر آلرژیک دارند. در سایر جمعیت‌ها، به ویژه آنهایی که تبار اروپایی دارند، یک نوع ژنتیکی در ژن متابولیزه‌کننده اتانول به استالدئید، ADH1B، با آبریزش‌بینی ناشی از الکل همراه است. پیشنهاد می‌شود که این نوع اتانول را برای پردازش بیشتر توسط ALDH2 خیلی سریع به استالدئید متابولیزه می‌کند و در نتیجه منجر به تجمع علائم استالدهید و آبریزش‌بینی می‌شود. در این موارد، آبریزش‌بینی ناشی از الکل ممکن است از نوع آبریزش‌بینی مختلط باشد و به نظر می‌رسد که بیشتر موارد آبریزش‌بینی ناشی از الکل در جمعیت‌های غیرآسیایی منعکس کننده واکنش آلرژیک واقعی به غیر اتانول و/یا آلاینده‌های موجود در نوشیدنی‌های الکلی است. به خصوص زمانی که این نوشیدنی‌ها شراب یا آبجو هستند. آبریزش‌بینی تشدید شده با الکل در افرادی که سابقه آبریزش‌بینی تشدید شده توسط آسپرین دارند، بیشتر است.
آسپرین و سایر داروهای ضدالتهابی غیراستروئیدی (NSAIDs)، به ویژه آنهایی که سیکلواکسیژناز 1 (COX1) را مهار می‌کنند، می‌توانند علائم آبریزش‌بینی و آسم را در افراد با سابقه یکی از این بیماری‌ها بدتر کنند. این تشدیدها اغلب به دلیل واکنش‌های حساسیت مفرط NSAID به جای واکنش‌های آلرژیک ناشی از NSAID ظاهر می‌شوند.
آنتی هیستامین آزلاستین که به عنوان اسپری بینی استفاده می‌شود، ممکن است برای آبریزش‌بینی وازوموتور مؤثر باشد. فلوتیکازون پروپیونات یا بودزونید (هر دو استروئیدی هستند) به شکل اسپری سوراخ بینی نیز ممکن است برای درمان علامتی استفاده شوند. آنتی هیستامین سیپروهپتادین نیز احتمالاً به دلیل اثرات ضد سروتونرژیک آن مؤثر است.
یک مرور سیستماتیک در مورد آبریزش‌بینی غیر آلرژیک، بهبود عملکرد کلی را پس از درمان با کپسایسین (جزء فعال فلفل قرمز) گزارش می‌کند. با این حال، کیفیت شواهد پایین است.

### حساسیتی
آبریزش‌بینی آلرژیک یا تب یونجه ممکن است زمانی ایجاد شود که یک آلرژن مانند گرده، گرد و غبار یا بلسان پرو توسط فردی با سیستم ایمنی حساس استنشاق شود که باعث تولید آنتی‌بادی می‌شود. این آنتی‌بادی‌ها بیشتر به ماست سل‌ها که حاوی هیستامین هستند متصل می‌شوند. هنگامی که ماست سل‌ها توسط یک آلرژن تحریک می‌شوند، هیستامین (و سایر مواد شیمیایی) آزاد می‌شود. این باعث خارش، تورم و تولید مخاط می‌شود.
شدت علائم بین افراد متفاوت است و افراد بسیارحساس می‌توانند کهیر یا بثورات دیگر را تجربه کنند. ذرات معلق موجود در هوای آلوده و مواد شیمیایی مانند کلر و مواد شوینده که معمولاً قابل تحمل هستند، می‌توانند تا حد زیادی این وضعیت را تشدید کنند.
یافته‌های فیزیکی مشخصه در افرادی که آبریزش‌بینی آلرژیک دارند شامل تورم ملتحمه و اریتم، تورم پلک، استاز وریدی پلک پایین، چین جانبی روی بینی، تورم شاخک‌های بینی و ترشح گوش میانی است.
حتی اگر فردی تست‌های خراش پوستی، داخل پوستی و خون برای آلرژی منفی داشته باشد، باز هم ممکن است آبریزش‌بینی آلرژیک ناشی از حساسیت موضعی در بینی داشته باشد. به این آبریزش‌بینی آلرژیک موضعی می‌گویند. بسیاری از افرادی که قبلاً آبریزش‌بینی غیر آلرژیک تشخیص داده شده بودند ممکن است در واقع آبریزش‌بینی آلرژیک موضعی داشته باشند.
برای تعیین اینکه آیا یک ماده خاص باعث ایجاد آبریزش‌بینی می‌شود یا خیر، می‌توان از تست پچ استفاده کرد.

### آبریزش‌بینی دارویی
آبریزش‌بینی دارویی نوعی آبریزش‌بینی غیر آلرژیک ناشی از دارو است که با احتقان بینی همراه است که با استفاده از داروهای خوراکی خاص (عمدتاً آمین‌های سمپاتومیمتیک و مشتقات ۲-ایمیدازولین) و ضداحتقان‌های موضعی (مانند اکسی متازولین، فنیل‌ومفازولین، گزیلومتازولین، اکسی‌متازولین، گزیلومتازولین، اکسی‌متازولین، و گزیلومتازولین، نازل‌ومتازولین، آبریزش‌بینی دارویی) همراه است. اسپری‌های بینی) که رگ‌های خونی داخل بینی را منقبض می‌کند.

### آبریزش‌بینی آتروفیک مزمن
آبریزش‌بینی مزمن نوعی آتروفی غشای مخاطی و غدد بینی است.

### آبریزش‌بینی سیکا
فرم مزمن خشکی غشاهای مخاطی.

## پاتوفیزیولوژی

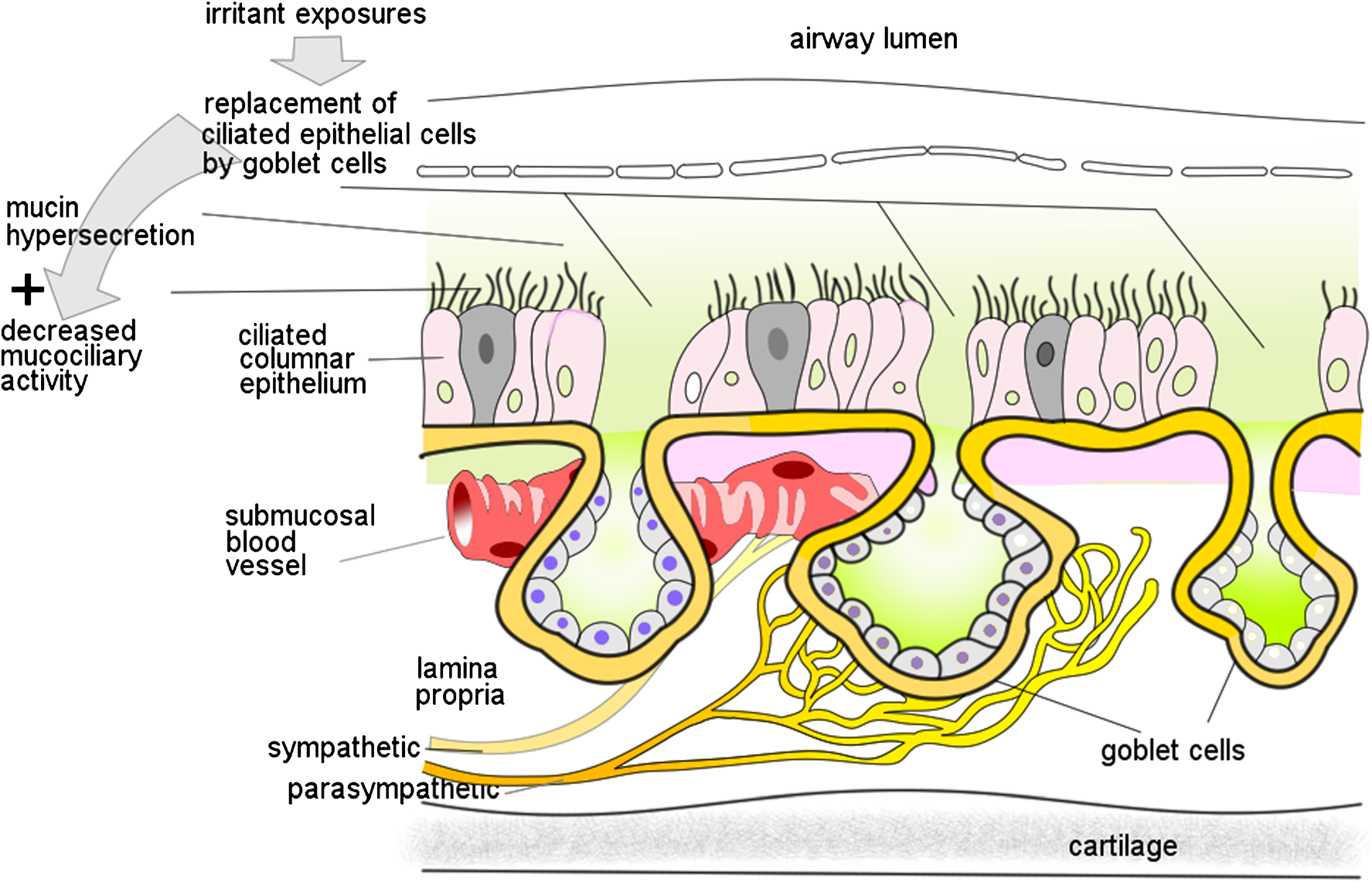
تغییرات پاتولوژیک در آبریزش‌بینی غیر آلرژیک

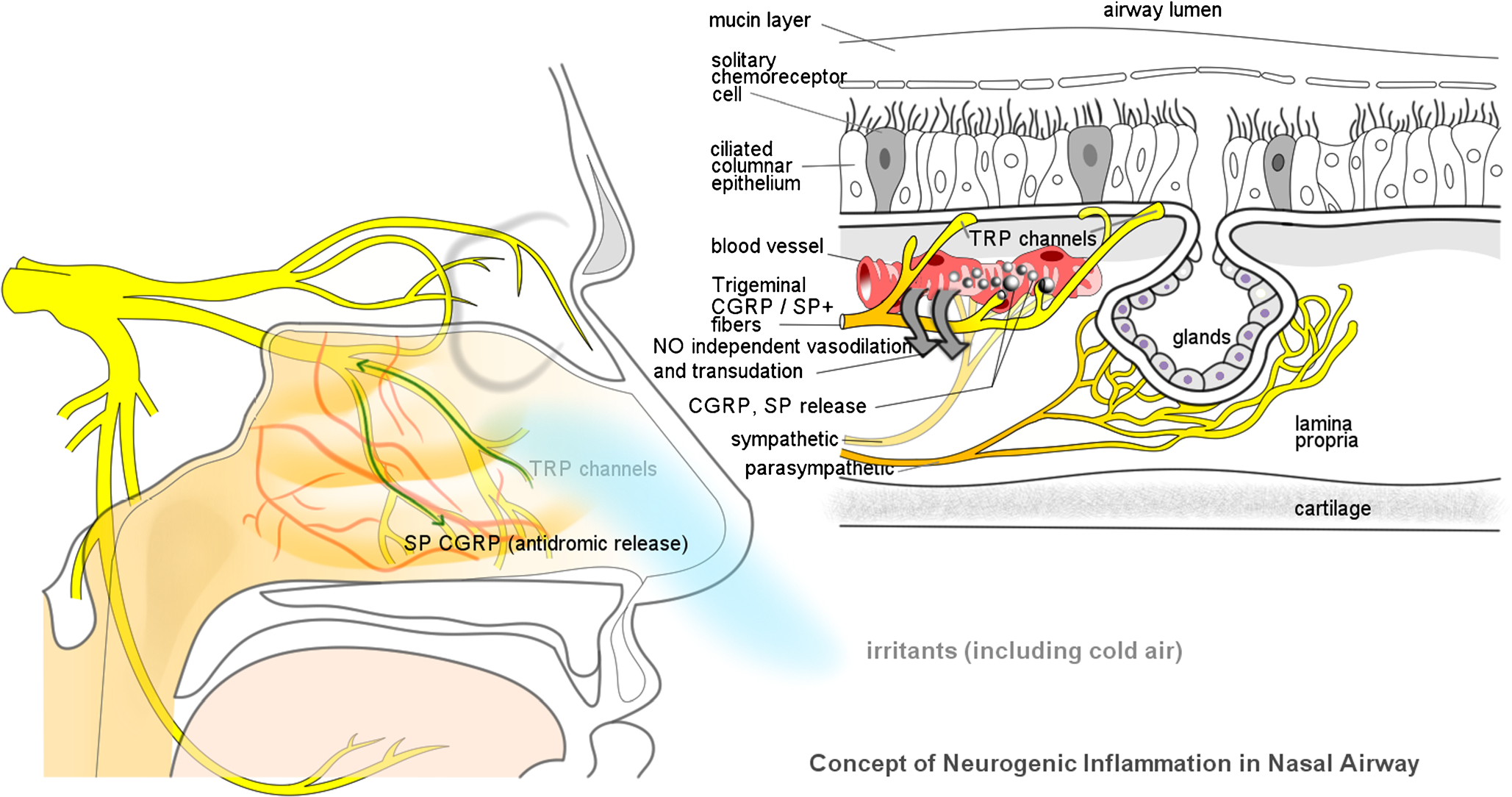
سازوکار آبریزش‌بینی غیر آلرژیک: عدم تعادل بین اجزای سمپاتیک و پاراسمپاتیک در غشای مخاطی بینی

مهمترین تغییرات پاتولوژیک مشاهده شده متاپلازی اپیتلیال راه هوایی بینی است که در آن سلول‌های جامی جایگزین سلول‌های اپیتلیال ستونی مژک دار در غشای مخاطی بینی می‌شوند. این منجر به ترشح بیش از حد موسین توسط سلول‌های جام و کاهش فعالیت مخاطی می‌شود. ترشحات بینی با تظاهرات بالینی احتقان بینی، فشار سینوسی، چکیدن بعد از بینی و سردرد به اندازه کافی پاک نمی‌شود. بیان بیش از حد کانال‌های یونی پتانسیل گیرنده گذرا (TRP) مانند TRPA1 و TRPV1 ممکن است در پاتوژنز آبریزش‌بینی غیر آلرژیک دخیل باشد.

### ارتباط بین آبریزش‌بینی و آسم
التهاب نوروژنیک تولید شده توسط نوروپپتیدهای آزاد شده از انتهای عصب حسی به مجاری هوایی یک سازوکار مشترک پیشنهادی برای ارتباط بین آبریزش‌بینی آلرژیک و غیر آلرژیک با آسم است. این ممکن است ارتباط بیشتر آبریزش‌بینی با آسم را توضیح دهد که در مراحل بعدی زندگی ایجاد می‌شود. محرک‌های محیطی به عنوان تعدیل کننده التهاب راه هوایی در این مجاری هوایی به هم پیوسته عمل می‌کنند. ایجاد آسم شغلی اغلب با آبریزش‌بینی شغلی پیش می‌آید. از جمله عوامل ایجاد کننده این بیماری می‌توان به آرد، آنزیم‌های مورد استفاده در فرآوری مواد غذایی، لاتکس، ایزوسیانات‌ها، دودهای جوشکاری، رزین‌های اپوکسی و فرمالدئید اشاره کرد. بر این اساس، پیش آگهی آسم شغلی منوط به تشخیص زودهنگام و اتخاذ اقدامات حفاظتی برای آبریزش‌بینی است.

## تشخیص
موارد مختلف آبریزش‌بینی اساساً از نظر بالینی تشخیص داده می‌شوند. آبریزش‌بینی وازوموتور از عفونت‌های ویروسی و باکتریایی به دلیل فقدان ترشح چرکی و پوسته پوسته شدن متمایز می‌شود. به دلیل عدم وجود یک آلرژن قابل شناسایی، می‌توان آن را از آبریزش‌بینی آلرژیک افتراق داد.

## پیش‌گیری
در مورد آبریزش‌بینی عفونی، واکسیناسیون علیه ویروس‌های آنفولانزا، آدنوویروس‌ها، سرخک، سرخجه ، استرپتوکوک پنومونیه ، هموفیلوس آنفولانزا، دیفتری ، <i id="mwASg">باسیلوس آنتراسیس</i> و بوردتلا سیاه سرفه می‌تواند به پیشگیری از آن کمک کند.

## مدیریت
مدیریت آبریزش‌بینی به علت اصلی آن بستگی دارد.
برای آبریزش‌بینی آلرژیک، کورتیکواستروئیدهای داخل بینی توصیه می‌شود. برای علائم شدید ممکن است آنتی هیستامین‌های داخل بینی اضافه شود.

## تلفظ و ریشه‌شناسی
رینیت تلفظ می‌شود ‎/raɪˈnaɪtɪs/‎ , در حالی که coryza ‎/kəˈraɪzə/‎ تلفظ می‌شود.
رینیت از کلمه یونان باستان ῥίς rhis می‌آید، gen. : ῥινός rhinos «بینی». کوریزا ریشه‌شناسی مشکوکی دارد. رابرت بیکس اشتقاق هند و اروپایی را رد کرد و بازسازی پیش از یونانی *karutya پیشنهاد کرد. به گفته پزشک اندرو ویلی، «ما از اصطلاح [کوریزا] برای سرماخوردگی در سر استفاده می‌کنیم، اما این دو واقعاً مترادف هستند. رومیان باستان به بیماران خود توصیه می‌کردند که سوراخ‌های بینی خود را تمیز کنند و از این طریق عقل خود را تیز کنند.»